# 薩蒂波省

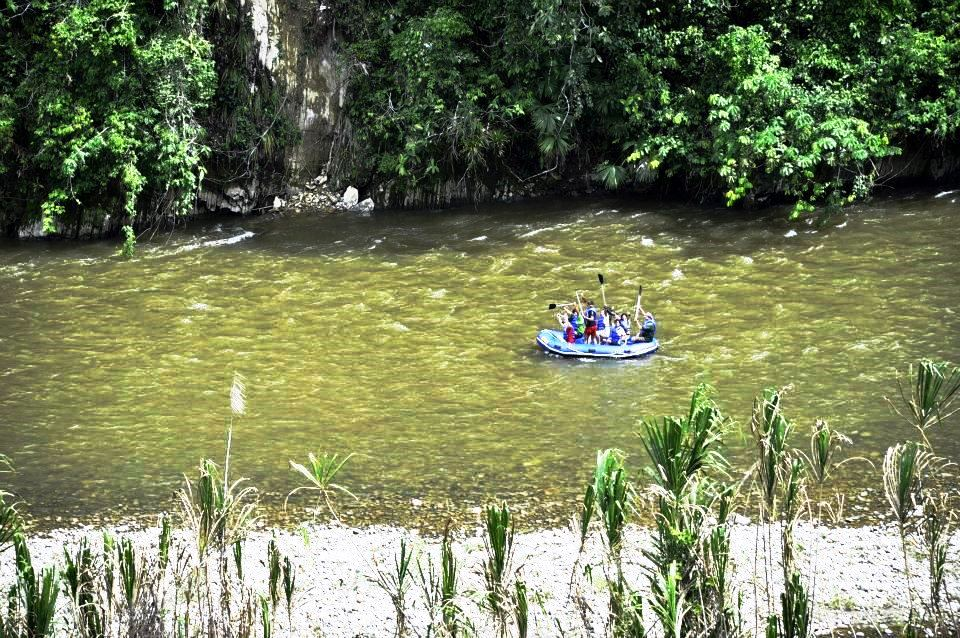

薩蒂波省（西班牙語：Provincia de Satipo）是秘魯的省份，位於該國中部胡寧大區，首府是薩蒂波，始建於1965年3月26日，面積19,219平方公里，2002年人口144,828，人口密度每平方公里7.5人。